# Zdeněk Merta
Zdeněk Merta (* 25. April 1951 in Hranice na Moravě, Tschechoslowakei) ist ein tschechischer Komponist, Pianist und Musikproduzent.

## Biografie
Zdeněk Merta studierte Musik am Prager Konservatorium und Komposition an der Akademie der musischen Künste in Prag. Seitdem arbeitete er mit Sängerinnen wie Petra Černocká und Hana Hegerová, schrieb über 100 Lieder, komponierte zwei Ballette und ist 1983 mit dem von Dušan Klein inszenierten Krimi Tod am Stadtstrand als Filmkomponist tätig. Er arbeitete von 1992 bis 1996 vereinzelt auch für den Deutschen Film und komponierte die Musik zu Spielfilmen wie Ferien mit Silvester und Die dumme Augustine.
Merta ist mit der tschechischen Schauspielerin, Moderatorin und Sportlerin Zora Jandová verheiratet.

## Filmografie (Auswahl)
- 1983/1984: Tod am Stadtrand (Radikální řez)
- 1989: Neuralgische Punkte (Citlivá místa)
- 1991: Der Froschkönig (Žabí král)
- 1992: Ferien mit Silvester
- 1993: Die dumme Augustine
- 1993: Sie sass im Glashaus und warf mit Steinen
- 1996: Lisa und die Säbelzahntiger
- 1997: Passage (Pasáž)
- 1997: Theresienstadt sieht aus wie ein Curort
- 2003: Sommer mit den Burggespenstern (Summer with the Ghosts)
- 2007: Mozart in China